# Onthophagus giraffa
Onthophagus giraffa là một loài bọ cánh cứng trong họ Bọ hung (Scarabaeidae).